# Transact-SQL
Transact-SQL（又稱T-SQL），是在Microsoft SQL Server和Sybase SQL Server上的ANSI SQL實作，與Oracle的PL/SQL性質相近（不只是實作ANSI SQL，也為自身資料庫系統的特性提供實作支援），目前在Microsoft SQL Server和Sybase Adaptive Server中仍然被使用為核心的查詢語言。
Transact-SQL是具有批次與區塊特性的SQL指令集合，資料庫開發人員可以利用它來撰寫資料部份的商業邏輯（Data-based Business Logic），以強制限制前端應用程式對資料的控制能力。同時，它也是資料庫物件的主要開發語言。

## 語言結構
Transact-SQL以ANSI SQL為主要組成，目前Microsoft實作的Transact-SQL可支援到ANSI SQL-92標準。

### ANSI SQL基礎語法支援
DDL
DDL（Data Definition Language）是對於資料庫物件的控制語法，對資料庫物件（如資料表，預存程序，函數或自訂型別等）的新增，修改和刪除都使用此語法。
- CREATE（建立資料庫物件）
- ALTER（修改資料庫物件）
- DROP（刪除資料庫物件）

DML
DML（Data Manipulation Language）是一般開發人員俗稱的CRUD（Create/Retrieve/Update/Delete）功能，意指資料的新增／擷取／修改／刪除四個功能。
- SELECT（R）
- INSERT（C）
- UPDATE（U）
- DELETE（D）

DCL
DCL（Data Control Language）是由資料庫所提供的保安功能，對於資料庫與資料庫物件的存取原則與權限，都由DCL定義之。
- GRANT（賦與權限）
- REVOKE（撤消權限）

### 批次
Transact-SQL可以使用分號";"來分割不同的SQL指令。例如：
```
INSERT
 
INTO
 
myTable
 
(
myText
)
 
VALUES
 
(
@
myText
);
 
SELECT
 
@@
IDENTITY

```

### 控制流語法
Transact-SQL可支援下列的控制流程語法（control-flow）：
1. BEGIN ... END，標示SQL指令區塊，使用BEGIN ... END包裝的指令會被視為同一個指令區塊。
2. IF ... ELSE的條件式，並可支援巢狀式的IF判斷式，若IF或ELSE中的指令包含兩個以上，則必須要使用BEGIN ... END來標示區塊，否則會發生語法檢查錯誤。
3. WHILE迴圈，這也是Transact-SQL中唯一支援的迴圈，迴圈中的指令要用BEGIN...END包裝。
4. RETURN，可強制終止區塊的執行。
5. WAITFOR，可強制讓陳述式等待指定時間後才繼續執行。
6. GOTO，可導向執行指令到指定的位置。

### 自訂變數
在Transact-SQL中，可以利用DECLARE來宣告變數，用SET來設定變數值，用SELECT @var = column的方式，由一個陳述式的回傳值中來取得變數值。
```
DECLARE
 
@
v
 
int
 
-- declare a variable

SET
 
@
v
 
=
 
50
 
-- set variable directly.

SELECT
 
@
v
 
=
 
SUM
(
Qty
)
 
FROM
 
SaleItemRecords
 
WHERE
 
SaleID
 
=
 
53928
 
-- set variable from a result of statement

```

### 錯誤處理
Transact-SQL可以在區塊中使用下列方式來處理或引發錯誤：
1. RAISERROR，擲出自訂的錯誤狀況。
2. TRY ... CATCH，使用結構化的方式來處理錯誤（只有Microsoft SQL Server實作的Transact-SQL支援）。
3. PRINT，可以印出變數值。

## 開發與管理工具
Transact-SQL通常會使用由SQL Server或Adaptive Server提供的查詢工具，像是：
- SQL Server Query Analyzer（SQL Server 2000, 7.0, 6.5）
- SQL Server Management Studio（SQL Server 2008（也可用Visual Studio）, 2005）
- osql.exe，SQL Server 2000, 7.0的命令列SQL工具。
- sqlcmd.exe，SQL Server 2005的命令列SQL工具